# 泸州站
泸州站是绵泸高速铁路及建设中渝昆高速铁路、规划中泸遵高速铁路的交汇车站，2021年6月28日正式投入使用。车站位于中国四川省泸州市龙马潭区安宁街道齐家村，东临齐安路（原摇翔路北段），西靠春雨路，北抵齐宁路，并通过广场连接九狮路，南接云翔路及二环路千凤路段。截至2021年，泸州站一期工程（即高架站房及北侧式站房）总建筑面积135896平方米，站房建筑面积40000平方米，候车区域8000平方米，可同时容纳5700人候车，为目前西南地区地级市规模最大的火车站。目前，泸州站内分绵泸场及渝昆场。绵泸场有岛式站台2座，台面4个，轨道4条，其中2号台面对应的轨道被规划为绵泸高铁下行正线；渝昆场有岛式站台3座，台面5个，轨道7条（含渝昆高铁正线2条），其中9号台面对应的线路被规划为绵泸高铁上行正线，同时也是渝昆高铁下行转往绵泸高铁上行的连接线，未来重庆方向开来的列车可经9号台面对应轨道并通过连接线，开往自贡方向。10号台面及对应轨道为泸遵高铁预留。站房设计融入了酒樽、江水、油纸伞等元素，极具地域特色。

## 列车目的地
2021年6月28日，随着绵泸高速铁路内自泸段的通车及2021年6月25日的调图，泸州站开行始发动车组8对，其中泸州至贵阳北1对、泸州至西安北1对、泸州至广州南1对、成都东至泸州4.5对、绵阳至泸州0.5对。2024年6月16日，本站新增始发至北京西站的列车。
| 列车所属路局 | 目的地                       |
| ------------ | ---------------------------- |
| 成都局集团   | 成都东、西安北、绵阳、贵阳北 |
| 上海局集团   | 上海虹桥                     |
| 广州局集团   | 广州南                       |